# Casilda Manzana Lleida
Casilda Manzana y Lleida (Carcassonne, 17 de mayo de 1888 – Tolva, 1954) fue una destacada maestra española del primer tercio del siglo XX, reconocida por su papel pionero en la promoción de la educación en igualdad para las mujeres en España. Por su trayectoria profesional y literaria forma parte de las figuras ilustre del municipio de Tolva, Huesca. 

## Biografía
Nació en Carcassonne, donde sus padres, naturales de Tolva (Huesca), habían ido de vendimia. Se tiene constancia de que en septiembre de 1904, comenzó los estudios de Magisterio en la Escuela Normal de Maestros de Huesca, tomando posesión de la escuela de Fosado en 1907, en la provincia de Huesca. Fue nombrada maestra interina de Benabarre en 1908, pasando después a las escuelas de Luzás y Fet, en la misma provincia. El 18 de mayo de 1912, fue autorizada para dejar la escuela de Fet y presentarse a las oposiciones, lo cual le permitió acceder a la plaza en propiedad, de la citada escuela, el 16 de julio de 1912, con un sueldo de 1000 pesetas anuales.
Tres años más tarde, en 1915, obtuvo destino en Batea (Tarragona); y no fue hasta 1917, que consiguió ser destinada a Tolva, su pueblo, y vivir cerca de su familia. Poco tiempo después, se casó con el Depositario del Ayuntamiento, cuyo apellido, Quintillá, utilizó en sus publicaciones a partir de 1918, lo que indica que en esas fechas ya se había casado. En septiembre de 1934 obtuvo destino en Lleida, donde trabajó hasta el momento de su jubilación, ocurrido en 1944.
En agosto de 1938, el bando franquista la rehabilitó provisionalmente como maestra. Esta provisionalidad podría haber sido debida a la necesidad de personal educativo en el contexto postbélico y como un paso previo a una rehabilitación completa, pendiente de una evaluación más detallada de su situación o lealtad política. Las carencias y calamidades de la Guerra Civil la dejaron en un estado de debilidad crónico del que no se recuperaría. En 1944, tras su jubilación, se retiró a Tolva, donde murió en 1954, a los 66 años de edad.

## Contribuciones y Legado

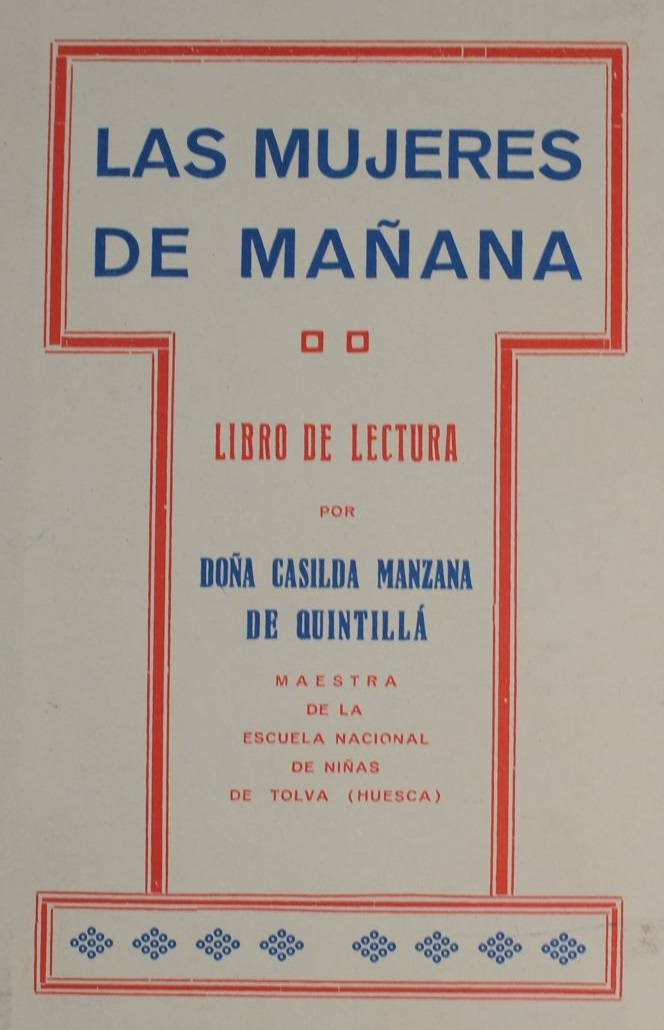
Portada -Las Mujeres de Mañana- de Casilda Manzana Lleida

Las primeras referencias a su legado literario datan de 1918. Entre 1918 y 1921, publicó diferentes artículos en el Diario de Huesca sobre diversos temas relacionados con el Magisterio y la educación, firmando como Casilda Manzana de Quintillá.
En octubre de 1918, dio una conferencia en Graus sobre el tema “Educación de la mujer, para que mejor pueda cumplir sus deberes sociales”. Un año más tarde, en 1919, fue invitada a participar en las conferencias organizadas por la Asociación del Magisterio del Partido de Benabarre, presentando una ponencia sobre “Educación de la mujer”.
Como maestra de Tolva participó en la organización de la «Fiesta del Árbol» en los años 1923 y 1924. Durante esta fiesta educativa se organizaba la plantación de árboles por parte de alumnos de la escuela, padres y otros vecinos, siendo bien vista tanto por estamentos políticos como religiosos. En este contexto, en Tolva coincidió con el maestro Gregorio Lax de Roda, con quien publicó un folleto titulado “Diálogos y cantos para la fiesta del árbol” (Huesca, Editorial Vicente Campo, 1925).
Su principal obra data de 1927, fecha en la que publicó el libro “Las mujeres de mañana” (Huesca, Imprenta Viuda de Justo Martínez, 1927; reeditado por el Museo Pedagógico de Aragón, 2009), un libro de lecturas para niñas, sorprendente para la época y pionero en la defensa de la educación en igualdad para la mujey; siendo elogiado en las páginas de El Magisterio de Aragón en enero de 1928. Víctor Juan, Director del Museo Pedagógico de Aragón en 2014, calificó el hecho como “revolucionario por estar escrito por una maestra aragonesa cuando no era frecuente que las mujeres participaran en asuntos públicos o se significaran socialmente”. A raíz de su publicación, pronunció varias conferencias centradas en la mujer.
En junio de 1934, participó en la Misión Pedagógica que tuvo lugar en Benabarre. Las Misiones Pedagógicas eran un proyecto patrocinado por la Segunda República, con el objetivo de fomentar la cultura popular y orientar pedagógicamente en las escuelas. 
No hay registros posteriores de conferencias, publicaciones o actividades literarias de Casilda Manzana y Lleida. Esto podría ser debido a la situación política posterior y la llegada de la dictadura franquista, periodo durante el cual no se alentaba la visibilidad y participación pública de las mujeres.